# 8408 Стром
8408 Стром (8408 Strom) — астероїд головного поясу, відкритий 18 вересня 1995 року.
Тіссеранів параметр щодо Юпітера — 3,230.